# Helios (sondas espaciales)

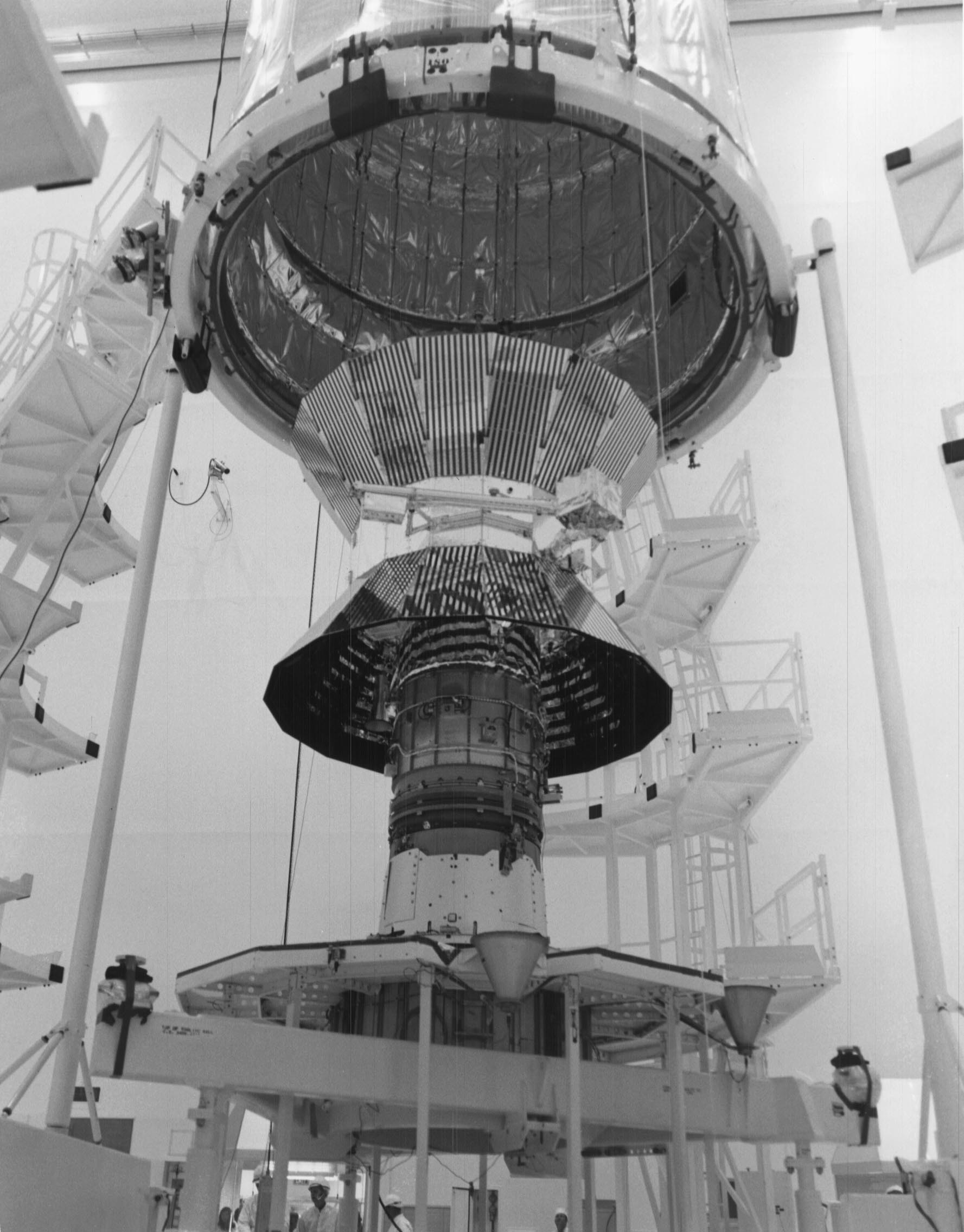
Prototipo de la nave Helios I.

Helios fue el nombre de dos sondas espaciales construidas y operadas por la República Federal de Alemania y Estados Unidos a mediados de los años 1970. La misión de ambas sondas fue el estudio de la influencia del Sol en el ambiente interplanetario.

## Antecedentes históricos
En 1966, el canciller alemán Ludwig Erhard y el presidente de Estados Unidos Lyndon B. Johnson acordaron que sus países realizaran una misión común extra-planetaria avanzada. El tipo de misión sería establecido por las respectivas agencias espaciales de ambos países, el Instituto de Investigación y Verificación Alemán para la Aviación y los Vuelos Espaciales y la NASA. El 10 de junio de 1969 la misión fue ratificada formalmente: Se acordó crear un par de sondas que investigarían el espacio comprendido entre el Sol y la Tierra con la mayor precisión conseguida hasta entonces, mientras que las sondas se aproximarían al Sol más que cualquier sonda anterior.
Las dos misiones espaciales Helios (llamadas así en honor del dios-sol griego del mismo nombre), Helios A y Helios B, fueron un proyecto conjunto de la República Federal de Alemania (al 70 %) y los EE. UU. (30 %). Alemania construyó las sondas, equipadas cada una con 10 experimentos científicos (7 de ellos, alemanes) y se ocuparía de su control a lo largo de su viaje, mientras que los Estados Unidos aportaron los vehículos de lanzamiento y el apoyo científico de la misión, con la recepción y toma de datos de su Red del Espacio Profundo.

## Lanzamientos

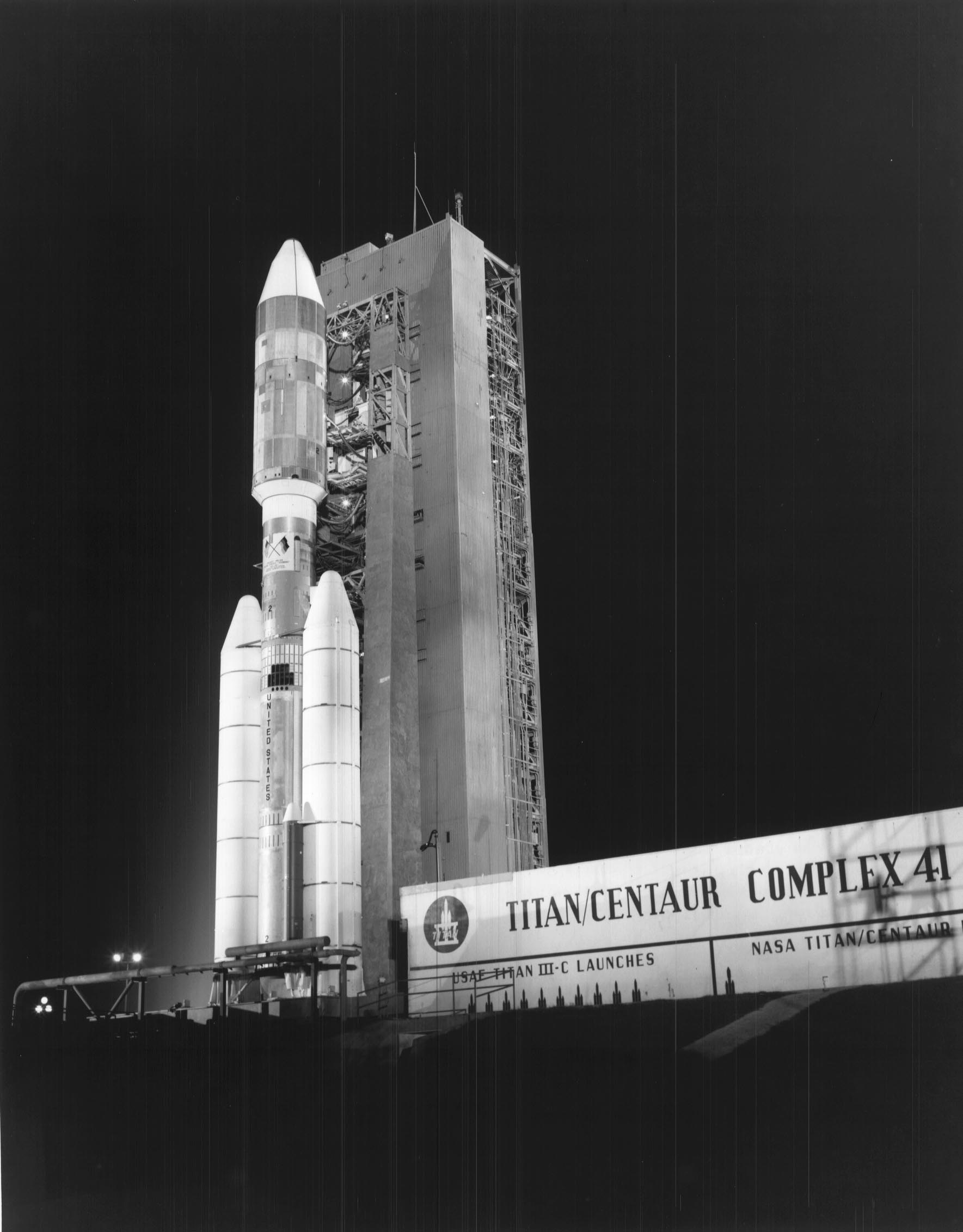
Colocación de la sonda Helios A en la cima del cohete Titan IIIE Centauro.

Helios A fue lanzada el 10 de diciembre de 1974 y Helios B el 15 de enero de 1976, ambas desde el Complejo de Lanzamiento Espacial nº41 de Cabo Cañaveral a bordo de sendos cohetes Titan IIIE Centauro. Ambas sondas entraron en órbitas muy excéntricas, con el afelio a casi una Unidad Astronómica y el perihelio a sólo 0,3 UA; a menos distancia del Sol que Mercurio. Han sido por muchos años los objetos más rápidos construidos por el hombre, alcanzando en su perihelio más de 252 900 km/h (70,4 km/s). Hasta que en 2019 la sonda Parker Solar Probe superó esa velocidad (con unos 342 000 km/h), en 2020 alcanzó los casi 470 000 km/h (a superar en 2021) y se espera que en 2025 llegue a unos 700 000 km/h (alrededor de 195 km/s).
Las sondas fueron construidas para una vida útil de 18 meses y completaron sus misiones principales a principios de los años 1980, aunque continuaron enviando datos hasta diciembre de 1981 (Helios B) y el contacto con Helios A se perdió el 16 de marzo de 1986. En la actualidad siguen, mudas, sus órbitas elípticas alrededor del Sol.

### Hitos de la trayectoria espacial
| Fecha                   | Suceso                                                                                |
| ----------------------- | ------------------------------------------------------------------------------------- |
| 10 de diciembre de 1974 | Lanzamiento de Helios A                                                               |
| 15 de enero de 1976     | Lanzamiento de Helios B                                                               |
| 17 de abril de 1976     | Aproximación más cercana al Sol de una nave espacial, realizada por la sonda Helios B |
| diciembre de 1981       | Último contacto de Helios B                                                           |
| 16 de marzo de 1986     | Último contacto de Helios A                                                           |

## Especificaciones

### Helios A
- Masa: 372 kg
- Perihelio: 0,309 UA (46,2 millones de km)
- Afelio: 0,985 UA

### Helios B
- Masa: 374 kg
- Perihelio: 0,29 UA (43,4 millones de km)

### Experimentos realizados
- Medida del campo magnético solar y de la densidad, la temperatura la velocidad y la dirección del viento solar.
- Estudio de las discontinuidades y fenómenos de choque del espacio interplanetario mediante la observación del comportamiento eléctrico y magnético de las partículas del viento solar.
- Estudio de las ondas de radio y de las oscilaciones del plasma electrónico en su estado natural.
- Medida de la propagación y del gradiente espacial de los rayos cósmicos galácticos y solares.
- Estudio del gradiente espacial y la dinámica del polvo interestelar y la composición química de las partículas de polvo.
- Monitorización de los rayos X del disco solar mediante un contador Geiger-Muller.
- Pruebas de la Teoría de la Relatividad General con respecto a los efectos de la velocidad orbital y de la propagación de señales.